# Del Norte County
Del Norte County je okres na severu státu Kalifornie v USA. K roku 2010 zde žilo 28 610 obyvatel. Správním městem okresu je Crescent City. Sousedí s okresy Curry County (na severu, již Oregon), Josephine County (na severovýchodu, již Oregon), Siskiyou County (na východu), Humboldt County (na jihu) a na západu je Tichý oceán.